# بول إيبرت
بول إيبرت هو عازف مندولين وكاتب أغاني كندي، ولد في 26 يوليو 1971 في نيو برونزويك في كندا.

## وصلات خارجية
- بول إيبرت على موقع ميوزك برينز (الإنجليزية)
- بول إيبرت على موقع ديسكوغز (الإنجليزية)